# Levi-Civita (cráter)

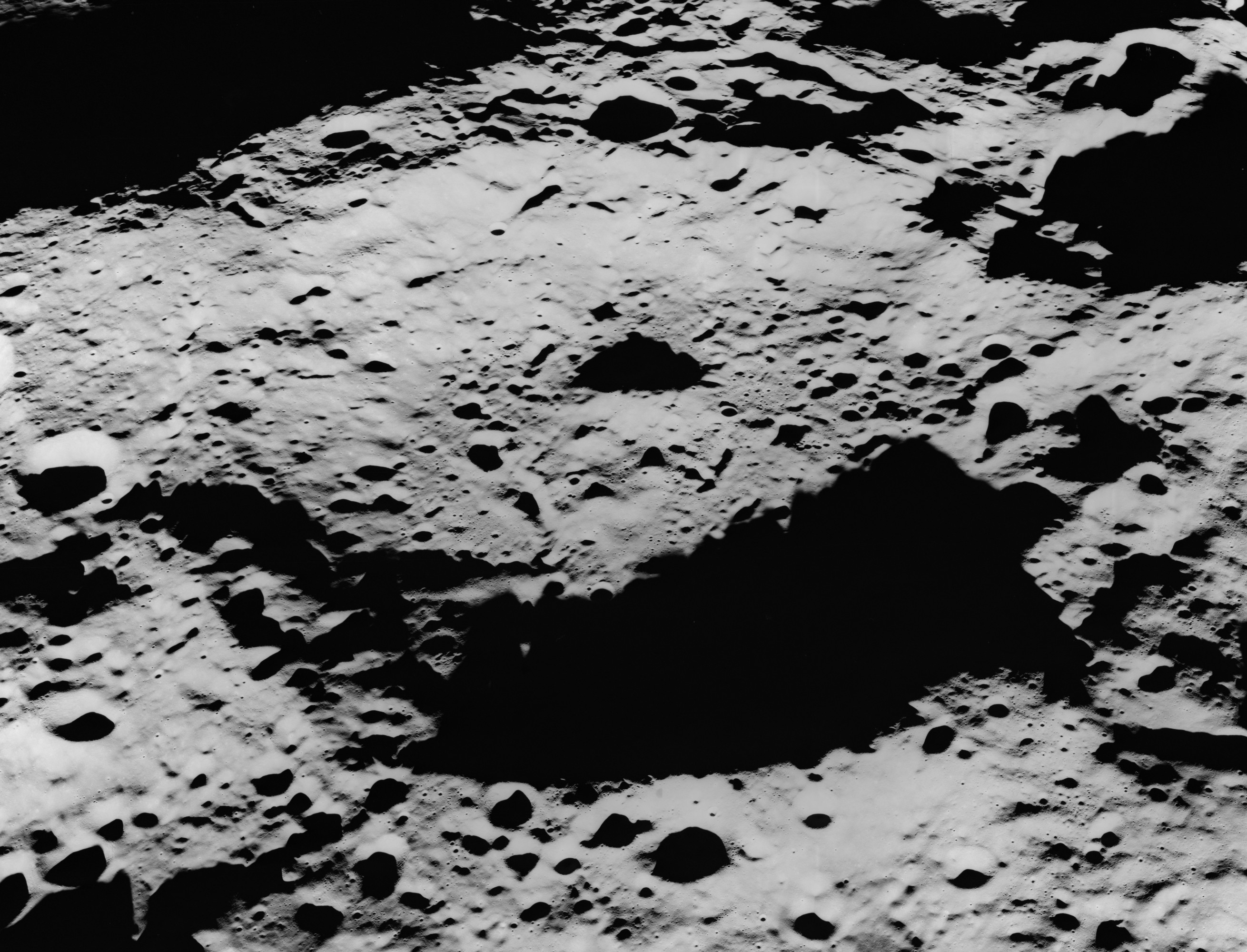
Fotografía de la misión Apolo 15

Levi-Civita es un cráter de impacto perteneciente a la cara oculta de la Luna. Se encuentra justo al suroeste de la gran llanura amurallada de Gagarin, muy próximo al cráter Pavlov situado al sursudoeste. Al noroeste de Levi-Civita se encuentra el cráter más pequeño Pirquet.
|  |

Se trata de una formación de cráteres erosionada, con numerosos impactos más pequeños en el borde y en su interior. El borde sur más cercano a Pavlov es la sección más erosionada, con múltiples cráteres pequeños en el borde y cerca de la pared interior. En el sector este del brocal aparece el cráter satélite Levi-Civita F. El suelo interior, aunque relativamente nivelado, está marcado por numerosos pequeños cráteres. Presenta una cresta central cerca del punto medio del cráter.

## Cráteres satélite
Por convención estos elementos son identificados en los mapas lunares poniendo la letra en el lado del punto medio del cráter que está más cercano a Levi-Civita.
|             | \| Levi-Civita \| Coordenadas \| Diámetro \| \| ----------- \| ------------------------------- \| -------- \| \| A \| 20°30′S 144°00′E / -20.5, 144.0 \| 17 km \| \| F \| 23°24′S 145°24′E / -23.4, 145.4 \| 16 km \| \| S \| 24°06′S 138°48′E / -24.1, 138.8 \| 43 km \| |          |
| Levi-Civita | Coordenadas | Diámetro |
| A           | 20°30′S 144°00′E / -20.5, 144.0 | 17 km    |
| F           | 23°24′S 145°24′E / -23.4, 145.4 | 16 km    |
| S           | 24°06′S 138°48′E / -24.1, 138.8 | 43 km    |